# Scarus coelestinus
Scarus coelestinus és una espècie de peix de la família dels escàrids i de l'ordre dels perciformes.

## Morfologia
Els mascles poden assolir els 77 cm de longitud total.

## Distribució geogràfica
Es troba des de Bermuda, les Bahames i Florida fins a Rio de Janeiro (Brasil).